# Гэнро
Гэнро (яп. 元老 гэнро:, примерный буквальный перевод: старейшина — государственный деятель) — название девяти японских государственных деятелей, которые служили в качестве неофициальных советников императора в эпохи Мэйдзи, Тайсё и Сёва. Гэнро считаются «отцами-основателями» современной Японии.

## История института
Термин «гэнро» впервые был упомянут в газете в 1892 году после отставки Мацукаты Масаёси с поста премьер-министра. Согласно исследованию американского учёного Бернарда Силбермана, примерно в это же время институт гэнро начинает своё функционирование.
Силберман отмечает следующие особенности гэнро:
1. Это была неформальная организация, её статус не определялся ни Конституцией, ни законодательством.
2. Это была структура, берущая своё начало из бюрократии.
3. Её решения оказывали влияние как на правительство, так и на весь бюрократический аппарат Японии.
4. Гэнро может быть названо коллегиальной группой.
5. Процедура принятия решения гэнро не была институционализирована.

Гэнро имели право предлагать императору кандидатуру на должность премьер-министра, и император во всех случаях принимал их рекомендацию.
Примерно с 1900 года первые семь гэнро перестали принимать непосредственное участие в японской политике, сосредоточившись на принятии глобальных государственных решений. Влияние гэнро постепенно шло на спад.
После смерти Мацукаты Масаёси в 1924 году единственным гэнро остался Сайондзи Киммоти, который оказывал большое влияние на политику Японии в 20-е и 30-е годы. В частности, Сайондзи был убежденным противником подписания союзного соглашения с гитлеровской Германией.
После смерти Сайондзи в 1940 году институт гэнро прекратил своё существование.

## Происхождение гэнро
Кроме Сайондзи Киммоти, происходившего из аристократии, все гэнро были выходцами из самурайских семей, стоявших внизу или в середине социальной лестницы. Четверо гэнро были выходцами из города Кагосима княжества Сацума, а ещё четверо — из города Хаги княжества Тёсю. Эти две провинции сыграли ключевую роль в Реставрации Мэйдзи и падении сёгуната Токугава в войне Босин.
Первые семь гэнро ранее состояли в Санги (Императорском Совете), который был распущен в 1885 году.
На смену гэнро пришёл институт дзюсинов — коллегия бывших премьер-министров Японии.

## Список гэнро
| Имя                         | Родина | Фотография | Гэнро с                                     | Умер                 |
| --------------------------- | ------ | ---------- | ------------------------------------------- | -------------------- |
| Ито Хиробуми 伊藤博文       | Тёсю   |            | 1 ноября 1889 года                          | 26 октября 1909 года |
| Курода Киётака 黒田清隆     | Сацума |            | 1 ноября 1889 года                          | 25 августа 1900 года |
| Ямагата Аритомо 山縣有朋    | Тёсю   |            | 6 мая 1891 года                             | 1 февраля 1922 года  |
| Мацуката Масаёси 松方正義   | Сацума |            | 12 января 1898 года                         | 2 июля 1924 года     |
| Иноуэ Каору 井上馨          | Тёсю   |            | 18 февраля 1904 года                        | 1 сентября 1915 года |
| Сайго Цугумити 西郷従道     | Сацума |            | Не проходил формальную процедуру назначения | 18 июля 1902 года    |
| Ояма Ивао 大山巌            | Сацума |            | 13 августа 1912 года                        | 10 декабря 1916 года |
| Кацура Таро 桂太郎          | Тёсю   |            | 13 августа 1912 года                        | 10 октября 1913 года |
| Сайондзи Киммоти 西園寺公望 | Киото  |            | 21 декабря 1912 года                        | 24 ноября 1940 года  |